# Stefan Nystrand
Stefan Nystrand (Haninge, 20. listopada 1981.), švedski plivač slobodnim stilom hrvatskih korijena.

## Životopis
Stefanov otac Sture je Šveđanin, a mati Smiljana Kokeza Hrvatica iz Splita. Stefan ima i sestru Suzanu koja se također bavila plivanjem. U djetinjstvu je često boravio s obitelji u Hrvatskoj, u Splitu i kod bake u Ogorju te Trogiru, zbog čega je djelimice naučio i materinski hrvatski jezik. Usponom u natjecateljskom športu narasle su obveze s treninzima i česta putovanja po svjetskim plivačkim mitinzima, zbog čega je manje posjećivao Hrvatsku u nešto starijoj dobi.
Natjecateljska specijalnost mu je plivanje u malim 25-metarskim bazenima Osvajač je više odličja na raznim međunarodnim plivačkim natjecanjima. Postavio je svjetske rekorde na kratkim dionicama, na 50 i 100 metara slobodno u malim bazenima, na mitingu u Berlinu 2007. godine. Rezultatom od 45.83 postao prvi plivač koji je 100 metara isplivao za manje od 46 sekundi. Drugi je svjetski rekord postavio dan poslije, i s 20.93 postavio novi svjetski rekord na 50 metara. Sa svjetskih i europskih prvenstava gotovo uvijek se vraćao s odličjima, počevši od 1999. godine. Bez odličja se vraćao samo s Olimpijskih igara, sa SP u Fukuoki 2001., sa SP u Rimu 2009.
Natjecao se na četirima ljetnim Olimpijskim igrama, 2000., 2004., 2008. i 2012. godine.
Trenirao je u plivačkim klubovima Södertörns SS (−2006.), SK Neptun (2006. – 2011.) i Spårvägens SF (2011.–).

## Rekordi
- 50 metara slobodno: 21.71 (2008., nordijski rekord)
- 100 metara slobodno: 47.91 (2007., nordijski rekord)
- 50 metara prsno: 28.66 2004., treće švedsko vrijeme)

Kratki bazeni
- 50 metara slobodno: 20.93 (2007., nordijski rekord), bivši svjetski rekord
- 100 metara slobodno: 45.83 (17. studenoga 2007., europski i svjetski srekord)
- 4 x 50 metara slobodno: 01:24,19 min (16. prosinca 2007., europski i svjetski rekord, štafeta sa Stymneom, Piehlom i Nylinom)
- 50 metara prsno: 27.08 (2003., nordijski rekord)
- 100 metara prsno: 1.01.58 (2005.)
- 50 metara leptir: 24.13 (2004.)
- 100 metara mješovito: 53.97 (2006., švedski rekord)

## Medalje
Svjetsko prvenstvo u velikim bazenima:
- bronca, Melbourne 2007.,[2] 50 m slobodno

Svjetsko prvenstvo u malim bazenima: 
- zlato, Atena 2000., 4 x 100 slobodno
- srebro, Atena 2000., 4 x 100 mješovito
- srebro, Moskva 2002., 4 x 100 slobodno
- srebro, Indianapolis 2004., 50 m slobodno
- srebro, Šangaj 2006., 4 x 100 m slobodno
- bronca, Atena 2000., 50 m slobodno
- bronca, Indianapolis 2004., 50 prsno
- bronca, Šangaj 2006., 100 m mješovito
- bronca, Manchester 2008., 4 x 100 slobodno

Europsko prvenstvo u velikim bazenima:
- zlato, Eindhoven 2008., 4 x 100 slobodno
- srebro, Helsinki 2000., 4 x 100 mješovito
- srebro, Berlin 2002., 4 x 100 slobodno
- srebro, Madrid 2004., 50 m slobodno
- srebro, Budimpešta 2006., 100 m slobodno
- srebro, Eindhoven 2008., 100 m slobodno
- srebro, Budimpešta 2010., 50 m slobodno
- bronca, Eindhoven 2008., 50 m slobodno
- bronca, Eindhoven 2008.,  4 x 100 mješovito

Europsko prvenstvo u 25-metarskim bazenima: 
- zlato, Lisabon 1999., 4 x 50 m slobodno
- zlato, Lisabon 1999., 4 x 50 m mješovito
- zlato, Valencia 2000., 50 m slobodno
- zlato, Valencia 2000., 100 m slobodno
- zlato, Valencia 2000.,  4 x 50 m slobodno
- zlato, Antwerpen 2001., 50 m slobodno
- zlato, Antwerpen 2001., 100 m slobodno
- zlato, Helsinki 2006.,  4 x 50 m slobodno
- zlato, Debrecen 2007., 50 m slobodno
- zlato, Debrecen 2007.,  4 x 50 m slobodno
- srebro, Dublin 2003.,  4 x 50 m mješovito
- srebro, Helsinki 2006., 100 m slobodno
- srebro, Debrecen 2007., 100 m slobodno
- bronca, Antwerpen 2001., 4 x 50 m slobodno
- bronca, Antwerpen 2001., 4 x 50 m mješovito

## Vanjske poveznice
- Simförbundet - Stefan Nystrand (šve.)
- Stefan Nystrand  Arhivirana inačica izvorne stranice od 31. svibnja 2017. (Wayback Machine) (eng.)
- Swimrankings - Stefan Nystrand  (eng.)
- Sports-reference - Stefan Nystrand  Arhivirana inačica izvorne stranice od 1. rujna 2009. (Wayback Machine) (eng.)